# Eugeniusz Bernadotte
Eugeniusz Napoleon Mikołaj, właśc., szwed. Eugén Napoleon Nicolaus (ur. 1 sierpnia 1865 w pałacu Drottningholm, zm. 17 sierpnia 1947 w Sztokholmie) – książę Närke, książę Szwecji, a także do 1905 książę Norwegii, z dynastii Bernadotte, malarz, kolekcjoner dzieł artystycznych oraz mecenas sztuki.

## Życiorys
Urodził się jako najmłodszy z czterech synów następcy tronu Szwecji i Norwegii, księcia Östergötland Oskara (przyszłego króla Szwecji i Norwegii Oskara II) i jego żony księżnej (późniejszej królowej) Zofii Wilhelminy. W państwach tych panował wówczas jego stryj Karol XV (w Norwegii jako Karol IV). Jego starszym bratem był przyszły król Szwecji Gustaw V. Zmarł bezżennie i bezpotomnie.
Od 1899 rezydował w willi Waldemarsudde na wyspie Djurgården w Sztokholmie, gdzie zgodnie z jego testamentem powstało muzeum.
Odznaczenia
- Order Serafinów (1865, Szwecja)
- Order Wazów I klasy (1897, Szwecja)
- Order Karola XIII (Szwecja)
- Odznaka Pamiątkowa Króla Króla Oskara II (1897, Szwecja)
- Medal Srebrnego Wesela Księcia Gustawa i Księżnej Wiktorii (1906, Szwecja)
- Odznaka Pamiątkowa Złotego Wesela Króla Oskara II i Królowej Zofii (1907, Szwecja)
- Odznaka Jubileuszowa 70 Urodzin Króla Gustawa V (1928, Szwecja)
- Order Wierności (Badenia)
- Order Bertholda I (Badenia)
- Medal Jubileuszowy Rządu (1906, Badenia)
- Medal Pamiątkowy Złotego Wesela Fryderyka i Ludwiki (Badenia)
- Order Leopolda (Belgia)
- Order Słonia (Dania)
- Medal Wolności Króla Chrystiana X (Dania)[6]
- Order Białej Róży (Finlandia)
- Order Legii Honorowej (Francja)
- Order Zbawiciela (Grecja)
- Order Trzech Gwiazd (Łotwa)
- Order Lwa Złotego (Nassau)
- Order Złotego Runa (Hiszpania)
- Order Karola III I klasy (Hiszpania)
- Order Lwa Niderlandzkiego (Holandia)
- Order Świętego Karola (Monako)
- Order Lwa (1904, Norwegia)[7]
- Order Świętego Olafa (Norwegia)
- Order Wieży i Miecza (Portugalia)
- Order Orła Czerwonego (Prusy)
- Order Orła Czarnego (Prusy)
- Medal Cesarza Wilhelma I (Prusy)
- Order Gwiazdy (Rumunia)
- Order Świętego Andrzeja Apostoła (Rosja)
- Order Świętego Aleksandra Newskiego (Rosja)
- Order Świętej Anny (Rosja)
- Order Orła Białego (Rosja)
- Order Świętego Stanisława (Rosja)
- Order Sokoła Białego (Saksonia-Weimar)
- Order Maha Chakri (Syjam)
- Order Osmana (Turcja)
- Order Świętego Stefana (Węgry)
- Order Wiktoriański (Wielka Brytania)
- Order Annuncjaty (Włochy)